# Liste von Orgeln in Luxemburg
In der Liste der Orgeln in Luxemburg werden sukzessive alle Orgeln im Großherzogtum Luxemburg erfasst.
Aufgrund der Mehrsprachigkeit in Luxemburg sind alle Ortsnamen in der ersten Spalte, sofern vorhanden, sowohl auf Luxemburgisch, Französisch und Deutsch aufgeführt. In der vierten Spalte sind die hauptsächlichen Erbauer angeführt; eine Kooperation mehrerer Orgelbauer wird durch Schrägstrich angezeigt, spätere Umbauten durch Komma. Kursivschreibung gibt an, dass nur das historische Gehäuse erhalten ist. In der sechsten Spalte bezeichnet die römische Zahl die Anzahl der Manuale, ein großes „P“ ein selbstständiges Pedal. Die arabische Zahl gibt die Anzahl der klingenden Register an. Die letzte Spalte bietet Angaben zum Erhaltungszustand sowie Links mit weiterführender Information.

## Orgelliste
| Ort                                                                           | Gebäude                                               | Bild | Orgelbauer                           | Jahr     | Man.  | Reg.    | Bemerkungen |
| ----------------------------------------------------------------------------- | ----------------------------------------------------- | ---- | ------------------------------------ | -------- | ----- | ------- | --- |
| Lëtzebuerg Luxembourg Luxemburg                                               | Kathedrale Notre-Dame (Standort)                      |      | Georges Haupt                        | 1938     | IV/P  | 97 (99) | 2022 Umfassende Reorganisation und Erweiterung durch Rieger. Größte Orgel Luxemburgs                                                     |
| Lëtzebuerg Luxembourg Luxemburg                                               | Kathedrale Notre-Dame (Standort)                      |      | Georg Westenfelder                   | 1995     | IV/P  | 60      | |
| Lëtzebuerg Luxembourg Luxemburg                                               | Saint-Alphonse (Standort)                             |      | Georg Stahlhuth                      | 1923     | III/P | 42      | 1963 Umdisponierung und Bau eines Zweitspieltisches unten im Kirchenschiff                                                               |
| Lëtzebuerg Luxembourg Luxemburg                                               | Saint-Michel (Standort)                               |      | Georg Westenfelder                   | 1969     | III/P | 30      | |
| Lëtzebuerg Luxembourg Luxemburg                                               | Trinité (Standort)                                    |      | Gebr. Stumm                          | 1877     | II/P  | 22      | |
| Lëtzebuerg Luxembourg Luxemburg                                               | Synagoge (Standort)                                   |      | Georges Haupt                        | 1951     | II/P  | 21      | |
| Lëtzebuerg Luxembourg Luxemburg                                               | Glaciskapelle (Standort)                              |      | Georg Westenfelder                   | 2009     | II/P  | 6       | Truhenorgel (rechts im Bild) |
| Lëtzebuerg Luxembourg Luxemburg                                               | Konvikt (Standort)                                    |      | Georges Haupt                        | 1956     | II/P  | 17      | |
| Lëtzebuerg-Gare Luxembourg-Gare Luxemburg-Bahnhofsviertel                     | Sacré-Cœur (Standort)                                 |      | Georges Haupt                        | 1938     | III/P | 60      | |
| Lëtzebuerg-Gare Luxembourg-Gare Luxemburg-Bahnhofsviertel                     | Zithakloster (Standort)                               |      | Georg Westenfelder                   | 1979     | II/P  | 14      | |
| Lëtzebuerg-Beggen Luxembourg-Beggen Luxemburg-Beggen                          | Sainte-Famille (Standort)                             |      | Georges Haupt                        | 1955     | II/P  | 34      | |
| Lëtzebuerg-Belair Luxembourg-Belair Luxemburg-Belair                          | Saint-Pie-X. (Standort)                               |      | Max Roethinger                       | 1958     | III/P | 55      | |
| Lëtzebuerg-Belair Luxembourg-Belair Luxemburg-Belair                          | Franziskanerinnenkloster (Standort)                   |      | Georg Westenfelder                   | 1973     | II/P  | 16      | |
| Lëtzebuerg-Belair Luxembourg-Belair Luxemburg-Belair                          | Deutsche Evangelische Gemeinschaft (Standort)         |      | Georg Westenfelder                   | 1975     | I/p   | 6       | |
| Lëtzebuerg-Bouneweg Luxembourg-Bonnevoie Luxemburg-Bonneweg                   | Marie Reine de la Paix (Standort)                     |      | E. Kemper & Sohn                     | 1957     | V/P   | 77 (85) | |
| Lëtzebuerg-Clausen Luxembourg-Clausen Luxemburg-Clausen                       | Sainte-Sainte-Cunégonde (Standort)                    |      | Georges Haupt                        | 1930     | II/P  | 21      | In unspielbarem Zustand. Digitalorgel vorhanden.                                                                                         |
| Lëtzebuerg-Dummeldeng Luxembourg-Dummeldange Luxemburg-Dommeldingen           | Sainte-Saint-Hubert (Standort)                        |      | Herbert Schmidt                      | 1979     | II/P  | 14      | |
| Lëtzebuerg-Gaasperech Luxembourg-Gasperich Luxemburg-Gasperich                | Sainte-Thérèse de Lisieux (Standort)                  |      | Georg Westenfelder                   | 1982     | II/P  | 16      | |
| Lëtzebuerg-Gronn Luxembourg-Grund Luxemburg-Grund                             | Saint-Jean (Standort)                                 |      | Georg Westenfelder                   | 1979     | III/P | 42      | |
| Lëtzebuerg-Hamm Luxembourg-Hamm Luxemburg-Hamm                                | Exaltation-de-la-Sainte-Croix (Standort)              |      | Georges Haupt                        | 1934     | II/P  | 13      | |
| Lëtzebuerg-Hollerech Luxembourg-Hollerich Luxemburg-Hollerich                 | Saints-Pierre-et-Paul (Standort)                      |      | Georges Haupt                        | 1934     | II/P  | 26      | |
| Lëtzebuerg-Hollerech Luxembourg-Hollerich Luxemburg-Hollerich                 | Conservatoire, Konzertsaal (Standort)                 |      | Georg Westenfelder                   | 1985     | III/P | 50 (52) | |
| Lëtzebuerg-Hollerech Luxembourg-Hollerich Luxemburg-Hollerich                 | Conservatoire, Chorsaal (Standort)                    |      | Georg Westenfelder                   | ~ 1975   | II/P  | 8 (10)  | |
| Lëtzebuerg-Hollerech Luxembourg-Hollerich Luxemburg-Hollerich                 | Conservatoire, Chorsaal (Standort)                    |      | Jeff Thill                           | 2005     | I     | 4       | |
| Lëtzebuerg-Hollerech Luxembourg-Hollerich Luxemburg-Hollerich                 | Conservatoire, Übeorgel (Standort)                    |      | Franz Heissler                       | 1990     | II/P  | 10      | |
| Lëtzebuerg-Kierchbierg Luxembourg-Kirchberg Luxemburg-Kirchberg               | Philharmonie (Standort)                               |      | Karl Schuke (Berlin)                 | 1985     | IV/P  | 83      | |
| Lëtzebuerg-Lampertsbierg Luxembourg-Limpertsberg Luxemburg-Limpertsberg       | Saint-Joseph (Standort)                               |      | E. Kemper & Sohn                     | 1955     | IV/P  | 63 (68) | |
| Lëtzebuerg-Märel Luxembourg-Merl Luxemburg-Merl                               | Saint-Gengoul (Standort)                              |      | Georg Westenfelder                   | 1975     | II/P  | 21      | |
| Lëtzebuerg-Millebaach Luxembourg-Muhlenbach Luxemburg-Merl                    | Saint-Fiacre (Standort)                               |      | Georg Westenfelder                   | 1972     | II/P  | 10      | |
| Lëtzebuerg-Neiduerf Luxembourg-Neudorf Luxemburg-Neudorf                      | Saint-Henri (Standort)                                |      | Gebr. Müller (Reifferscheid)         | 1905     | II/P  | 16      | |
| Lëtzebuerg-Pafendall Luxembourg-Pfaffenthal Luxemburg-Pfaffenthal             | Saint-Matthieu (Standort)                             |      | Heinrich Voit & Söhne                | 1903     | II/P  | 25      | |
| Lëtzebuerg-Pafendall Luxembourg-Pfaffenthal Luxemburg-Pfaffenthal             | Kapelle im Hospiz (Standort)                          |      | Charles Wetzel                       | 1878     | II/P  | 8 (11)  | |
| Lëtzebuerg-Rollengergronn Luxembourg-Rollingergrund Luxemburg-Rollingergrund  | Saint-Antoine-de-Padoue (Standort)                    |      | Yves Kœnig                           | 1997     | II/P  | 29      | |
| Lëtzebuerg-Weimeschkierch Luxembourg-Weimerskirch Luxemburg-Weimerskirch      | Saint-Martin (Standort)                               |      | E. Kemper & Sohn                     | 1954     | III/P | 40      | seit 2004 unspielbar. Digitalorgel vorhanden.                                                                                            |
| Lëtzebuerg-Zens Luxembourg-Cents Luxemburg-Cents                              | Saint-Ésprit (Standort)                               |      | Georg Westenfelder                   | 1981     | III/P | 35      | |
| Aasselbuer Asselborn                                                          | Saints-Pierre-et-Paul (Standort)                      |      | Kaplan Schmitz                       | 1896     | I/P   | 8       | |
| Äischen Eischen                                                               | Saint-Pierre (Standort)                               |      | Eduard Sebald                        | 1956     | II/P  | 25      | |
| Altwies                                                                       | Saint-Benoît (Standort)                               |      | Georges Haupt                        | 1931     | II/P  | 7       | |
| Alzeng Alzingen                                                               | Saint-Joseph (Standort)                               |      | Gebr. Oberlinger                     | 1979     | II/P  | 22      | |
| Angelsbierg Angelsberg                                                        | Saint-Corneille (Standort)                            |      | Georg Westenfelder                   | 1996     | I/P   | 8       | |
| Bäerbuerg Berbourg Berburg                                                    | Saint-Lambert (Standort)                              |      | Georges Haupt                        | 1931     | II/P  | 14      | |
| Bäerdref Beaufort Berdorf                                                     | Saint-Jean (Standort)                                 |      | Rudolf Oehms                         | 1984     | II/P  | 16      | |
| Bartréng Bertrange Bartringen                                                 | Saint-Rémi (Standort)                                 |      | Georg Westenfelder                   | 1997     | II/P  | 27      | |
| Bauschelt Boulaide Bauschleiden                                               | Sacré-Coeur (Standort)                                |      | Gebr. Müller (Reifferscheid)         | 1982     | II/P  | 12      | |
| Bech-Maacher Bech-Kleinmacher                                                 | Saint-Hubert (Standort)                               |      | Georges Haupt                        | 1937     | II/P  | 15      | |
| Beefort Beaufort Befort                                                       | Saint-Michel (Standort)                               |      | Eduard Sebald                        | 1950     | II/P  | 20      | |
| Beetebuerg Bettembourg Bettemburg                                             | Notre-Dame-de-l’Assomption (Standort)                 |      | Nicolas Loewen                       | 1959     | III/P | 47      | 2010 neuer Spieltisch und Einbau einer Bombarde 32′ durch Thomas Gaida                                                                   |
| Béiwen Bavigne Böwen                                                          | Saint-Martin (Standort)                               |      | Georg Westenfelder                   | 2008     | I/P   | 9 (11)  | |
| Béiwen/Atert Boevange-sur-Attert Böwingen/Attert                              | Nativité de la Bienheureuse-Vierge-Marie (Standort)   |      | Georg Westenfelder                   | 1982     | II/P  | 11 (15) | |
| Belval-Metzerlach                                                             | Résurrection du Christ (Standort)                     |      | Georg Westenfelder                   | 1971     | II/P  | 17      | |
| Bëschdref Buschdorf                                                           | Saint-Jean-Baptiste (Standort)                        |      | Georg Westenfelder                   | 1990     | II/P  | 5       | |
| Betten op der Mess Bettange-sur-Mess Bettingen                                | Saint-Michel (Standort)                               |      | Georg Westenfelder                   | 1990     | II/P  | 13      | |
| Bettenduerf Bettendorf                                                        | Assomption de la Bienheureuse-Vierge-Marie (Standort) |      | Georg Westenfelder                   | 1972     | I/P   | 8       | |
| Betzder Betzdorf                                                              | Saint-Martin (Standort)                               |      | Eduard Sebald                        | 1968     | II/P  | 21      | |
| Bënzelt Binsfeld                                                              | Saint-Trinité (Standort)                              |      | E. F. Walcker & Cie.                 | 1910     | II/P  | 21      | |
| Biébëreg Bettborn                                                             | Saint-Roch (Standort)                                 |      | Eduard Sebald                        | 1969     | II/P  | 13      | |
| Biébëreg Bettborn                                                             | Saint-Roch (Standort)                                 |      | Georg Westenfelder                   | 1990     | II/P  | 13      | |
| Biekerech Beckerich                                                           | Saints-Pierre-et-Paul (Standort)                      |      | Georges Haupt                        | 1931     | II/P  | 16      | |
| Bieles Belvaux Beles                                                          | Saints-Pierre-et-Paul (Standort)                      |      | Georg Westenfelder                   | 1977     | II/P  | 16      | |
| Biissen Bissen                                                                | Saint-Étienne (Standort)                              |      | Gebr. Müller (Reifferscheid)         | 1891     | II/P  | 22      | |
| Biissen Bissen                                                                | Chapelle Saint-Roch (Standort)                        |      | Georg Westenfelder                   | 2010     | I/P   | 5       | |
| Biwer                                                                         | Saint-André (Standort)                                |      | Gebr. Müller (Reifferscheid)         | 1898     | II/P  | 20      | |
| Branebuerg Brandenbourg Brandenburg                                           | Saints-Pierre-et-Paul (Standort)                      |      | Georg Westenfelder                   | 1992     | I/P   | 9       | |
| Briddel Bridel                                                                | Christ-Sauveur (Standort)                             |      | Detlef Kleuker                       | 1990     | III/P | 19      | Entwurf der Orgel durch Jean-Jaques Kasel                                                                                                |
| Brouch Bruch                                                                  | Saint-Mathieu (Standort)                              |      | Georg Westenfelder                   | 1978     | II/P  | 11 (15) | |
| Buerglënster Bourglinster Burglinster                                         | Immaculée-Conception (Standort)                       |      | Georg Westenfelder                   | 2000     | II/P  | 24      | |
| Bus Bous                                                                      | Saint-Jean-Baptiste (Standort)                        |      | Joseph Schilling                     | 1950     | II/P  | 22      | Technischer Neubau unter Verwendung von Pfeifernwerk der Vorgängerorgel (Müller, 1895)                                                   |
| Buurschent Bourscheid Burscheid                                               | Saint-Michel (Standort)                               |      | Georg Westenfelder                   | 2001     | II/P  | 12      | |
| Diddeleng Dudelange Düdelingen                                                | Saint-Martin (Standort)                               |      | Georg Stahlhuth                      | 1912     | IV/P  | 73 (84) | Eine der größten romantischen Orgeln Luxemburgs; 2001 durch Jann renoviert.                                                              |
| Diddeleng Dudelange Düdelingen                                                | Saint-Martin (Standort)                               |      | Georg Jann                           |          | I/P   | 6       | 2001 aufgestellt. |
| Diddeleng Dudelange Düdelingen                                                | Chapelle Saint-Joseph (Standort)                      |      | Georg Westenfelder                   |          | I     | 5       | seit 2012 in Saint-Joseph, davor in Saint-Éloi                                                                                           |
| Diddeleng Dudelange Düdelingen                                                | École Musique (Standort)                              |      | Hugo Mayer Orgelbau                  | 2007     | III/P | 5       | Übeorgel, Opus 407 |
| Dienjen Doennange Dönningen                                                   | Saint-Jean Baptiste (Standort)                        |      | Georg Westenfelder                   | 1978     | I/P   | 5       | |
| Differdingen Differdange Differdingen                                         | Notre-Dame des Douleurs (Standort)                    |      | Georges Haupt                        | 1958     | III/P | 51      | Die Kirche wurde 2014 profaniert und abgerissen. Die Haupt-Orgel war zwar vorher abgebaut worden, existiert allerdings heute nicht mehr. |
| Dikrech Diekirch                                                              | Neu Saint-Laurent (Standort)                          |      | Manufacture d’Orgues Thomas          | 2015     | III/P | 47 (52) | |
| Dikrech Diekirch                                                              | Alt Saint-Laurent (Standort)                          |      | Romanus Seifert & Sohn               | 1999     | II/P  | 17      | |
| Dol Dahl                                                                      | Saint-Vincent (Standort)                              |      | Georg Westenfelder                   | 1990     | II/P  | 15      | |
| Duelem Dahlheim                                                               | Saints-Pierre-et-Paul (Standort)                      |      | Georges Haupt                        | 1990     | II/P  | 18      | |
| Iechternach Echternach                                                        | Saint-Willibrord (Standort)                           |      | Johannes Klais Orgelbau              | 1953     | IV/P  | 70 (75) | |
| Iechternach Echternach                                                        | Chapelle Notre-Dame (Standort)                        |      |                                      | 1845     | I     | 7       | |
| Éinen Ehnen                                                                   | Saint-Roch (Standort)                                 |      | Karl Kamp                            | 1956     | II/P  | 15      | Umbauten durch Westenfelder (ca. 1970) und Schmidt (1992)                                                                                |
| Éiter Oetrange Oetringen                                                      | Saint-Martin (Standort)                               |      | Gebr. Oberlinger                     | 1982     | II/P  | 15      | |
| Ell                                                                           | Saint-Roch (Standort)                                 |      | Alberic Thunus                       | 2001     | II/P  | 29      | Im historischen Gehäuse |
| Elleng Ellange Ellingen                                                       | Saint-Lambert (Standort)                              |      | Orgelbau Korte-Lohmann               | 1990     | II/P  | 16      | Opus 1 |
| Ëlwen Troisvierges Ulflingen                                                  | Saint-André (Standort)                                |      | Georg Westenfelder                   | 1996     | II/P  | 26      | Historisierender Neubau unter Verwendung von historischem Material                                                                       |
| Elweng Elvange Elvingen (Schengen)                                            | Saint-Jean Baptiste (Standort)                        |      | Ulrich Lohmann                       | 1998     | II/P  | 11      | |
| Ënsber Insenborn                                                              | Saint-Roch (Standort)                                 |      | Hugo Mayer Orgelbau                  | 2006     | II/P  | 6       | |
| Eppelduerf Eppeldorf                                                          | Saint-Lambert (Standort)                              |      | Georg Westenfelder                   | 2007     | I     |         | Truhenorgel |
| Esch-Uelzecht Esch-sur-Alzette Esch an der Alzette                            | Saint-Joseph (Standort)                               |      | Georg Westenfelder                   | 1977     | IV/P  | 60      | |
| Esch-Uelzecht Esch-sur-Alzette Esch an der Alzette                            | Sacré-Cœur (Standort)                                 |      | Georges Haupt                        | 1935     | III/P | 41 (92) | 1974 Erweiterung durch Haupt, 2011 Umbau durch Thomas Gaida                                                                              |
| Esch-Uelzecht Esch-sur-Alzette Esch an der Alzette                            | Saint-Henri (Standort)                                |      | Pels & Zon                           | 1947     | II/P  | 28      | |
| Esch-Uelzecht Esch-sur-Alzette Esch an der Alzette                            | Evangelisch-Reformierte Kirche (Standort)             |      | Herbert Schmidt                      | 1977     | I     | 3       | 1995 aus Düdelingen nach Esch transferiert                                                                                               |
| Esch-Uelzecht Esch-sur-Alzette Esch an der Alzette                            | Conservatoire de la Musique (Standort)                |      | Orgelbau Schumacher                  | 1994     | III/P | 33      | |
| Esch-Uelzecht Esch-sur-Alzette Esch an der Alzette                            | Conservatoire de la Musique (Standort)                |      | Orgelbau Schumacher                  | 1986     | II/P  | 7       | |
| Esch-Uelzecht-Lalleng Esch-sur-Alzette-Lallange Esch an der Alzette-Lallingen | Marie Reine du Monde (Standort)                       |      | Georg Westenfelder                   | 1987     | II/P  | 17      | |
| Esch-Sauer Esch-sur-Sûre Esch an der Sauer                                    | Nativité de la Bienheureuse-Vierge-Marie (Standort)   |      | Gebr. Müller (Reifferscheid)         | 1901     | I/P   | 8       | |
| Eschduerf Eschdorf                                                            | Sainte-Hélène (Standort)                              |      | Pierre Drauth                        |          | III/P | 16 (20) | Die Orgel wurde von Pierre Drauth in Eigenarbeit als Hausorgel erbaut und 2003 nach Eschdorf umgesetzt.                                  |
| Eschwëller Eschweiler (Wiltz)                                                 | Saint-Maurice (Standort)                              |      | Orgelbau Eisenbarth                  | 2004     | II/P  | 19      | |
| Ettelbréck Ettelbruck Ettelbrück                                              | Saint-Sébastien (Standort)                            |      | Georg Westenfelder                   | 1974     | III/P | 30      | |
| Ettelbréck Ettelbruck Ettelbrück                                              | Saint-Sébastien (Standort)                            |      | Georg Westenfelder                   | 1985     | I/p   | 9       | Seit 2008 in Saint-Sébastien |
| Fiels Larochette Fels                                                         | Saint-Donat (Standort)                                |      | Georges Haupt                        | 1950     | II/P  | 21      | |
| Fenteng Fentange Fentingen                                                    | Saint-Luc (Standort)                                  |      | Georg Westenfelder                   | 2007     | II/P  | 17      | |
| Féngeg Fingig                                                                 | Saint-Matthieu (Standort)                             |      | Joseph Schilling                     | 1950     | II/P  | 7       | Unter Verwendung der Vorgängerorgel von Walcker (1895), I/4                                                                              |
| Fëschbech Fischbach (Mersch)                                                  | Saint-Georges (Standort)                              |      | Alberic Thunus                       | 2005     | II/P  | 27      | |
| Fluesweiler Flaxweiler                                                        | Saints-Côme-et-Damien (Standort)                      |      | Gebr. Müller (Reifferscheid)         | 1902     | II/P  | 14      | |
| Foulscht Folschette Folscheid                                                 | Saint-Lambert (Standort)                              |      | Alberic Thunus                       | 1996     | II/P  | 24      | |
| Fousbann                                                                      | Saint-Joseph (Standort)                               |      | Nicolas Loewen                       | 1964     | III/P | 36      | |
| Fréiseng Frisange Frisingen                                                   | Saint-Martin (Standort)                               |      | Rudolf Oehms                         | 1989     | II/P  | 11      | |
| Gilsdref Gilsdorf                                                             | Sainte-Gertrude (Standort)                            |      | Manufacture d’Orgues Thomas          | 2005     | II/P  | 22 (23) | |
| Giischterklaus Girsterklaus Girsterklause                                     | Assomption de la Bienheureuse-Vierge-Marie (Standort) |      | Georg Westenfelder                   | 1986     | I/P   | 7       | |
| Guedber Godbrange Godbringen                                                  | Saint-Médard (Standort)                               |      | Walcker Orgelbau                     | 1993     | II/P  | 9       | Seit 2011 in Godbringen |
| Géisdrëf Goesdorf                                                             | Exaltation-de-la-Sainte-Croix (Standort)              |      | Karl Göckel                          | 2005     | II/P  | 22      | |
| Gonnereng Gonderange Gonderingen                                              | Saint-Sébastien (Standort)                            |      | Henry Jones                          | 1888     | I/P   | 6       | Englische Orgel mit bemalten Prospektpfeifen, seit 2011 in Gonderingen                                                                   |
| Gousseldeng Gosseldange Gosseldingen                                          | Saint-Blaise (Standort)                               |      | Georg Westenfelder                   | 1990     | I/p   | 5       | |
| Gouschteng Gostingen                                                          | Exaltation-de-la-Sainte-Croix (Standort)              |      | Georges Haupt                        | 1949     | II/P  | 14      | |
| Greiweldeng Greiveldange Greiveldingen                                        | Saint-Jacques-le-Majeur (Standort)                    |      | Joseph Schilling                     | 1951     | II/P  | 10      | |
| Gréiwemaacher Grevenmacher                                                    | Saint-Laurent (Standort)                              |      | Georg Westenfelder                   | 1983     | II/P  | 22      | |
| Groussbus Grosbous Grosbus                                                    | Saints-Pierre-et-Paul (Standort)                      |      | Nicolas Loewen                       | 1960     | II/P  | 17      | |
| Habscht Hobscheid                                                             | Saint-Nicolas (Standort)                              |      | Gebr. Oberlinger                     | 1982     | II/P  | 15      | |
| Harel Harlange Harlingen                                                      | Saint-Servais (Standort)                              |      | Georg Westenfelder                   | 1971     | II/P  | 15      | |
| Heischent Heiderscheid                                                        | Saint-Pierre-aux-Liens (Standort)                     |      | Georg Westenfelder                   | 1994     | II/P  | 19      | |
| Helzen Hachiville Helzingen                                                   | Saint-Martin (Standort)                               |      | Manufacture d’Orgues Thomas          | 2001     | II/P  | 13      | |
| Helleng Hellange Hellingen                                                    | Saint-Willibrord (Standort)                           |      | Georg Westenfelder                   | 1998     | II/P  | 10 (13) | |
| Hengescht Heinerscheid                                                        | Saint-Quirin (Standort)                               |      | Georges Haupt                        | 1955     | II/P  | 15      | |
| Hesper Hesperange Hesperingen                                                 | Assomption de la Bienheureuse-Vierge-Marie (Standort) |      | Christian Gerhardt & Söhne           | 1984     | II/P  | 19      | Technischer Neubau unter Verwendung der ehem. Gerhardt-Orgel von 1921.                                                                   |
| Hiefenech Heffingen                                                           | Saint-Matthieu (Standort)                             |      | Georges Haupt                        | 1955     | II/P  | 11      | |
| Hoën Hagen                                                                    | Saint-Antoine-l'Ermite (Standort)                     |      | Georges Haupt                        | 1954     | II/P  | 18 (20) | |
| Holzem                                                                        | Saint-André (Standort)                                |      | Alfred Wild                          | 1991     | II/P  | 9       | |
| Holz Holtz                                                                    | Saint-Nicolas (Standort)                              |      | Georg Stahlhuth                      | 1921     | II/P  | 8       | |
| Houfelt Hoffelt                                                               | Saint-Éloi (Standort)                                 |      | Walcker Orgelbau                     | 1965     | II/P  | 11      | Serienpositiv, Modell E8, 2001 aus dem St.-Josephs-Pensionat Diekirch nach Hoffelt umgesetzt                                             |
| Houschent Hoscheid                                                            | Saints-Anges-Gardiens (Standort)                      |      | Georg Westenfelder                   | 1978     | I     | 5       | |
| Housen Hosingen                                                               | Saint-Nicolas (Standort)                              |      | Eduard Sebald                        | 1954     | II/P  | 33      | |
| Houwald Howald                                                                | Notre-Dame de la Misericorde (Standort)               |      | Georg Westenfelder                   | 1993     | III/P | 27      | |
| Hueschtert Hostert (Niederanven)                                              | Saint-Jean-Baptiste (Standort)                        |      | Herbert Schmidt                      | 1984     | II/P  | 24      | Im neugotischen Gehäuse der Vorgängerorgel (Gebr. Müller 1897).                                                                          |
| Ielwen Elvange Elvingen (Beckerich)                                           | Saint-Blaise (Standort)                               |      | Nicolas Loewen                       | 1958     | II/P  | 15      | |
| Iermsdref Ermsdorf                                                            | Exaltation de la Sainte-Croix (Standort)              |      | Georg Westenfelder                   | 2001     | II/P  | 10      | |
| Ierpeldeng un der Sauer Erpeldange-sur-Sûre Erpeldingen an der Sauer          | Conversion-de-Saint-Paul (Standort)                   |      | Orgelbau Eisenbarth                  | 2009     | II/P  | 20 (22) | |
| Ieverling Everlange Everlingen                                                | Saint-Maximin (Standort)                              |      | Eduard Sebald                        | 1972     | II/P  | 9       | |
| Izeg Itzig                                                                    | Saint-Hubert (Standort)                               |      | Georges Haupt                        | 1955     | II/P  | 18      | |
| Jonglënster Junglinster                                                       | Saint-Martin (Standort)                               |      | Hugo Mayer Orgelbau                  | 2010     | II/P  | 26 (29) | |
| Käerch Koerich                                                                | Saint-Rémi (Standort)                                 |      | Walcker Orgelbau                     | 1969     | II/P  | 22      | |
| Kanach Canach                                                                 | Saint-Michel (Standort)                               |      | Georges Haupt                        | 1948     | II/P  | 13      | |
| Kapellen Capellen                                                             | Sainte-Vierge-Marie, Salut de Notre Peuple (Standort) |      | Georges Haupt                        | 1955     | III/P | 27      | Ursprünglich nur zweimanualig, 2005 Erweiterung auf drei Manuale durch Weimbs                                                            |
| Keel Kayl                                                                     | Saint-Pierre-aux-Liens (Standort)                     |      | Gebr. Müller (Reifferscheid)         | 1895     | II/P  | 22      | |
| Keespelt Keispelt                                                             | Saint-Wendelin (Standort)                             |      | Georg Westenfelder                   | 1997     | II/P  | 23      | Technischer Neubau unter Verwendung der vorhandenen Müller-Orgel (1905)                                                                  |
| Kënzeg Clemency Küntzig                                                       | Saint-Rémy (Standort)                                 |      | Georges Haupt                        | 1939     | II/P  | 14      | Im historischen Gehäuse von Wetzel 1887.                                                                                                 |
| Kielen Kehlen                                                                 | Saint-Maximin (Standort)                              |      | Gebr. Müller (Reifferscheid)         | 1900     | II/P  | 16      | |
| Kierchen Basbellain Niederbesslingen                                          | Saint-Michel (Standort)                               |      | Nicolas Loewen                       | 1967     | II/P  | 18      | |
| Klierf Clervaux Clerf                                                         | Saints-Côme-et-Damien (Standort)                      |      | Georges Haupt                        | 1955     | III/P | 44      | |
| Klierf Clervaux Clerf                                                         | Abteikirche Saint-Maurice-et-Saint-Maur (Standort)    |      | Mutin-Cavaillé-Coll                  | 1920     | III/P | 20      | |
| Klierf Clervaux Clerf                                                         | Abteikirche Saint-Maurice-et-Saint-Maur (Standort)    |      | Jos Stevens                          | 1933     | I/P   | 7       | Im Generalschweller |
| Kolmer-Bierg Colmar-Berg                                                      | Saint-Michel (Standort)                               |      | Eduard Sebald                        | 1965     | II/P  | 12      | |
| Konsdref Consdorf                                                             | Saint-Barthélemy (Standort)                           |      | Eduard Sebald                        | 1969     | II/P  | 17      | 1979 Elektrifizierung und neues Gehäuse durch die Erbauerfirma                                                                           |
| Konstem Consthum                                                              | Saint-Maximilien (Standort)                           |      | Georges Haupt                        | 1934     | II/P  | 9       | |
| Konter Contern                                                                | Sainte-Barbe (Standort)                               |      | Weimbs Orgelbau                      | 2004     | II/P  | 16      | |
| Koplescht Kopstal                                                             | Saint-Nicolas (Standort)                              |      | Georges Haupt                        | 1939     | II/P  | 12 (14) | |
| Krëschtnech Christnach                                                        | Saint-Sébastien (Standort)                            |      | Eduard Sebald                        | 1953     | II/P  | 12      | |
| Laaschent Landscheid                                                          | Exaltation-de-la-Sainte-Croix (Standort)              |      | Georg Westenfelder                   | 2007     | I     | 3       | Truhenorgel |
| Lelleg Lellig                                                                 | Saint-Antoine-l'Ermite (Standort)                     |      | Joseph Schilling                     | 1952     | II/P  | 7       | |
| Leideleng Leudelange Leudelingen                                              | Saint-Corneille (Standort)                            |      | Yves Kœnig                           | 1999     | III/P | 25      | |
| Leneng Lenningen                                                              | Saint-Pierre (Standort)                               |      | Karl Kamp                            | 1955     | II/P  | 13      | |
| Lëntgen Lintgen                                                               | Saint-Pierre (Standort)                               |      | Georges Haupt                        | 1952     | II/P  | 14      | |
| Lëntgen Lintgen                                                               | Saint-Pierre (Standort)                               |      | Georg Westenfelder                   | 1984     | II/P  | 19      | |
| Luerenzweiler Lorentzweiler                                                   | Saint-Laurent (Standort)                              |      | Eduard Sebald                        | 1951     | II/P  | 19      | |
| Lullgen Lullange Lullingen                                                    | Immaculée-Conception (Standort)                       |      | Georg Westenfelder                   | 1978     | I     | 4       | |
| Maarnech Marnach                                                              | Saint-Joseph (Standort)                               |      | Georges Haupt                        | 1960     | II/P  | 18      | |
| Mäertert Mertert                                                              | Immaculée-Conception (Standort)                       |      | Georges Haupt                        | 1937     | III/P | 27 (58) | Ursprünglich II/25 (26), 2008 erweitert durch Thomas Gaida                                                                               |
| Mäerzeg Mertzig                                                               | Saint-Étienne (Standort)                              |      | Georges Haupt                        | 1939     | II/P  | 12 (20) | |
| Mamer                                                                         | Saint-Jean-Baptiste (Standort)                        |      | Nicolas Loewen                       | 1965     | II/P  | 27      | |
| Manternach                                                                    | Saint-Brice (Standort)                                |      | Georg Stahlhuth                      | 1916     | II/P  | 12 (13) | |
| Méchela Michelau                                                              | Saint-Wendelin (Standort)                             |      | Georg Westenfelder                   | 1997     | I/p   | 6       | |
| Méischdref Moesdorf                                                           | Saint-Jean Baptiste (Standort)                        |      | Herbert Schmidt                      | 1971     | II/P  | 11      | |
| Menster Mensdorf                                                              | Assomption de la Bienheureuse-Vierge-Marie (Standort) |      | Verschneider & Krempf                | ca. 1860 | II/P  | 12 (13) | Seit 1929 in Mensdorf |
| Miechtem Machtum                                                              | Saint-Joseph (Standort)                               |      | Georges Haupt                        | 1956     | II/P  | 11      | |
| Miedernach Medernach                                                          | Saints-Pierre-et-Paul (Standort)                      |      | Georg Westenfelder                   | 2005     | II/P  | 27      | |
| Miersch Mersch                                                                | Saint-Michel (Standort)                               |      | Georges Haupt                        | 1956     | III/P | 33 (40) | |
| Miersch Mersch                                                                | Saint-Michel (Standort)                               |      | Georg Westenfelder                   | 1981     | I/P   | 10 (13) | |
| Mierschent Merscheid (Pütscheid)                                              | Saint-Hubert (Standort)                               |      | Georg Westenfelder                   | 1978     | I/p   | 5       | |
| Monnerech Mondercange Monnerich                                               | Saint-Willibrord (Standort)                           |      | Gebr. Oberlinger                     | 2004     | II/P  | 25      | |
| Munneref Mondorf-les-Bains Bad Mondorf                                        | Saint-Michel (Standort)                               |      | Gebr. Oberlinger                     | 1983     | II/P  | 26      | |
| Mutfert Moutfort Mutfort                                                      | Sainte-Agathe (Standort)                              |      | Gebr. Oberlinger                     | 1984     | II/P  | 20      | |
| Näerden Noerdange Noerdingen                                                  | Saint-Denis (Standort)                                |      | Georg Westenfelder                   | 1976     | I/P   | 7 (8)   | |
| Nidderdonven Niederdonven                                                     | Saint-Martin (Standort)                               |      | Emil Hammer Orgelbau                 | 1965     | II/P  | 10      | 2017 durch Mayer aus Lippstadt-Lipperode nach Niederdonven umgesetzt                                                                     |
| Nidderkäerjeng Bascharage Niederkerschen                                      | Saint-Willibrord (Standort)                           |      | Eduard Sebald                        | 1953     | III/P | 32      | |
| Nidderkuer Niedercorn Niederkorn                                              | Saints-Pierre-et-Paul (Standort)                      |      | Karl Kamp                            | 1958     | III/P | 36      | |
| Nojem Nagem                                                                   | Saint-Éloi (Standort)                                 |      | Georg Westenfelder                   | 1997     | I/p   | 5       | |
| Noumer Nommern                                                                | Nativité de la Bienheureuse-Vierge-Marie (Standort)   |      | Georg Westenfelder                   | 1999     | II/P  | 26      | Technischer Neubau unter Verwendung der alten Stahlhuth-Orgel                                                                            |
| Osper Ospern                                                                  | Saint-Rémi (Standort)                                 |      | Georg Westenfelder                   | 1973     | II/P  | 17      | |
| Ouljen Olingen                                                                | Saint-Wendelin (Standort)                             |      | Joseph Schilling                     | 1951     | II/P  | 7       | |
| Pärel Perlé Perl                                                              | Saint-Lambert (Standort)                              |      | Gebr. Oberlinger                     | 1978     | II/P  | 31      | |
| Peppeng Peppange Peppingen                                                    | Klosterkirche der Benediktinerinnen (Standort)        |      | Georges Haupt                        | 1932     | II/P  | 13      | |
| Péiteng Pétange Petingen                                                      | Saint-Hubert (Standort)                               |      | Georges Haupt                        | 1955     | III/P | 42      | Mit Altarwerk |
| Pënsch Pintsch                                                                | Saint-Maximin (Standort)                              |      | Gebr. Müller (Reifferscheid)         | 1899     | II/P  | 12      | |
| Rammerech Rambrouch Rambruch                                                  | Saint-Gilles (Standort)                               |      | Nicolas Loewen                       | 1962     | II/P  | 16      | |
| Recken Reckange Reckingen (Mersch)                                            | Saint-Hubert (Standort)                               |      | Georg Westenfelder                   | 1978     | I/p   | 6       | |
| Reckeng op der Mess Reckange-sur-Mess Reckingen (Mess)                        | Sainte-Aldegonde (Standort)                           |      | Orgelbau Schumacher                  | 1978     | II/P  | 20      | |
| Réiden op der Atert Redange-sur-Attert Redingen an der Attert                 | Saint-Victor (Standort)                               |      | Georg Westenfelder                   | 2003     | II/P  | 23      | |
| Reisduerf Reisdorf                                                            | Saint-Barthélemy (Standort)                           |      | Georg Westenfelder                   | 1987     | II/P  | 12      | |
| Réimech Remich                                                                | Saint-Étienne (Standort)                              |      | Georges Haupt                        | 1958     | III/P | 37      | |
| Réiser Roeser                                                                 | Saint-Donat (Standort)                                |      | Rudolf Oehms                         | 1986     | II/P  | 23      | |
| Rëmerschen Remerschen                                                         | Saint-Sébastien (Standort)                            |      | Eduard Sebald                        | 1968     | II/P  | 14      | |
| Réiden op der Kor Rodange Rodingen                                            | Sainte-Amalberge (Standort)                           |      | Gebr. Oberlinger                     | 1978     | II/P  | 28      | |
| Remeleng Rumelange Rümelingen                                                 | Saint-Sébastien (Standort)                            |      | Georges Haupt                        | 1954     | III/P | 48      | |
| Rolleng Rollingen (Mersch)                                                    | Sainte-Appoline (Standort)                            |      | Georg Westenfelder                   | 1978     | I/p   | 5       | |
| Rolleng Lamadelaine Rollingen (Petingen)                                      | Sainte-Madelaine (Standort)                           |      | Alberic Thunus                       | 2006     | II/P  | 17      | |
| Rouspert Rosport                                                              | Saint-Michel (Standort)                               |      | Nicolas Loewen                       | 1959     | II/P  | 17      | |
| Rued-Syr Roodt-sur-Syre Roodt-Syr                                             | Neu Saint-Jacques-le-Majeur (Standort)                |      | Walcker Orgelbau                     | 1979     | II/P  | 14      | |
| Sandweiler                                                                    | Sainte-Trinité (Standort)                             |      | Gebr. Mayer (Feldkirch)              | 1996     | II/P  | 22      | Technischer Neubau (Neue Schleifladen, neuer Spieltisch) der vorhandenen Gebr. Müller-Orgel von 1905                                     |
| Sassenheim Sanem Suessem                                                      | Sainte-Cathérine (Standort)                           |      | Georg Westenfelder                   | 1984     | I/p   | 8       | |
| Sëll Saeul                                                                    | Assomption de la Bienheureuse-Vierge-Marie (Standort) |      | Georg Westenfelder                   | 1980     | I/P   | 10      | |
| Schëtter Schuttrange Schüttringen                                             | Saint-Pierre (Standort)                               |      | Georges Haupt                        | 1947     | II/P  | 11      | |
| Schiren Schieren                                                              | Saint-Blaise (Standort)                               |      | Georges Haupt                        | 1958     | II/P  | 27 (31) | |
| Schëffleng Schifflange Schifflingen                                           | Saint-Martin (Standort)                               |      | Eduard Sebald                        | 1955     | III/P | 36      | |
| Schuller Schouweiler Schuweiler                                               | Immaculée-Conception (Standort)                       |      | Georg Stahlhuth (Inh. Georges Haupt) | 1931     | I     | 4       | pneumatisches Positiv! |
| Stadtbriedemes Stadtbredimus                                                  | Saint-Thomas (Standort)                               |      | Nicolas Loewen                       | 1958     | II/P  | 28      | |
| Steën Stegen                                                                  | Saint-Barthélemy (Standort)                           |      | Georg Westenfelder                   | 1978     | I/p   | 5       | |
| Stengefort Steinfort                                                          | Sainte-Walburge (Standort)                            |      | Georges Haupt                        | 1961     | II/P  | 21      | |
| Steesel Steinsel                                                              | Chaire-de-Saint-Pierre (Standort)                     |      | Georg Westenfelder                   | 1989     | III/P | 26      | |
| Stolzebuerg Stolzembourg Stolzemburg                                          | Saint-Odon (Standort)                                 |      | Georges Haupt                        | 1956     | II/P  | 7       | |
| Stroossen Strassen                                                            | Saint-Laurent (Standort)                              |      | Georges Haupt                        | 1952     | II/P  | 18      | |
| Téiteng Tétange Tetingen                                                      | Saint-Joseph (Standort)                               |      | Georges Haupt                        | 1957     | III/P | 43      | |
| Tënten Tuntange Tüntingen                                                     | Saints-Pierre-et-Paul (Standort)                      |      | Georges Haupt                        | 1938     | II/P  | 16      | |
| Trënteng Trintange Trintingen                                                 | Immaculée-Conception (Standort)                       |      | Dalstein & Haerpfer                  | 1878     | II/P  | 18      | |
| Uespelt Aspelt                                                                | Saint-André (Standort)                                |      | Georg Westenfelder                   | 1991     | II/P  | 18      | |
| Uewerfeelen Oberfeulen                                                        | Saint-Jean Baptiste (Standort)                        |      | Georg Westenfelder                   | 2004     | II/P  | 18      | |
| Uewerkäerjeng Hautcharage Oberkerschen                                        | Saint-Denis (Standort)                                |      | Eduard Sebald                        | 1952     | II/P  | 12      | |
| Uewerkuer Obercorn Oberkorn                                                   | Saint-Étienne (Standort)                              |      | Georg Stahlhuth (Inh. Georges Haupt) | 1930     | II/P  | 19 (20) | |
| Useldéng Useldange Useldingen                                                 | Saint-Pierre (Standort)                               |      | Jean Gomrée & fils                   | 1970     | II/P  | 17      | |
| Veianen Vianden                                                               | Klosterkirche der Trinitarier (Standort)              |      | Georg Westenfelder                   | 1993     | II/P  | 25      | |
| Viichten Vichten                                                              | Saint-Michel (Standort)                               |      | Georges Haupt                        | 1939     | II/P  | 10      | |
| Wäiswampech Weiswampach                                                       | St. Johannes Nepomuk (Standort)                       |      | Eduard Sebald                        | 1975     | II/P  | 16      | |
| Waldbëlleg Waldbillig                                                         | Saints-Pierre-et-Paul (Standort)                      |      | Förster & Nicolaus                   | 2004     | II/P  | 12      | Ursprünglich als Hausorgel konzipiert. Aufstellung in Waldbillig nach 2015.                                                              |
| Waldbriedemes Waldbredimus                                                    | Saint-Sébastien (Standort)                            |      | Nicolas Loewen                       | 1967     | II/P  | 11      | |
| Walfer Walferdange Walferdingen                                               | Sainte-Trinité (Standort)                             |      | Herbert Schmidt                      | 1968     | II/P  | 27      | 2011 Erweiterung der Orgel um digitale Register und einen neuen Spieltisch zu einer Hybridorgel mit III/48                               |
| Wasserbëlleg Wasserbillig                                                     | Saint-Martin (Standort)                               |      | Georg Westenfelder                   | 1973     | III/P | 30      | 1993 Umdisponierung durch Ulrich Lohmann                                                                                                 |
| Weiler zum Tuerm Weiler-la-Tour Weiler zum Turm                               | Saint-Sébastien (Standort)                            |      | Georg Westenfelder                   | 1979     | II/P  | 11 (15) | |
| Wellesteen Wellenstein                                                        | Sainte-Anne (Standort)                                |      | Georges Haupt                        | 1951     | II/P  | 11      | |
| Welschent Welscheid                                                           | Saint-Jacques-le-Majeur (Standort)                    |      | Orgelbau Schumacher                  | 1995     | I/p   | 5       | |
| Wëlwerwolz Wilwerwiltz                                                        | Saint-Willibrord (Standort)                           |      | Georg Stahlhuth                      | 1914     | II/P  | 18 (19) | 2010 aus dem Dominikanerinnenkloster Limpertsberg nach Wilwerwiltz umgesetzt                                                             |
| Wilwerdang Wilwerdange Wilwerdingen                                           | Saint-Lambert (Standort)                              |      | Georges Haupt                        | 1932     | I/P   | 7       | |
| Wooltz Wiltz                                                                  | St. Peter und Paul (Standort)                         |      | Orgelbau Eisenbarth                  | 1996     | III/P | 39      | |
| Wooltz Wiltz                                                                  | Notre-Dame Consolatrice des Affligés (Standort)       |      | Georges Haupt                        | 1956     | III/P | 40      | |
| Wuermer Wormeldange Wormeldingen                                              | Saint-Jean (Standort)                                 |      | Alberic Thunus                       | 2002     | II/P  | 28 (30) | |
| Zolwer Soleuvre Zolwer                                                        | Saint-Nicolas (Standort)                              |      | Yves Kœnig                           | 2000     | III/P | 35      | |